# Andy Sneap
Andy Sneap (ur. 18 lipca 1969) – brytyjski producent i inżynier dźwięku. Znany głównie ze zmiksowania i wyprodukowania wielu albumów heavymetalowych. Gitarzysta w thrashmetalowym zespole Sabbat. Obecnie pracuje w swoim własnym studio – "Backstage Recording", które założył w 1994 roku.
Andy otrzymał szwedzką nagrodę Grammy za prace nad albumem Deliverance deathmetalowego zespołu Opeth. Był też nominowany do amerykańskiej nagrody Grammy za prace nad albumem The End of Heartache zespołu Killswitch Engage.
W 2018 roku dołączył do Judas Priest tym samym zastępując Glenn Tipton w roli gitarzysty rytmicznego. Z Judas Priest nagrał Albumy studyjne jak np. Firepower(2018) lub Invincible Shield(2024)

## Wybrana dyskografia
- Exodus – Another Lesson in Violence (1997, produkcja muzyczna, miksowanie, inżynieria dźwięku)
- Nevermore – Dead Heart in a Dead World (2000, produkcja muzyczna, inżynieria dźwięku, miksowanie, mastering)[3]
- Arch Enemy – Wages of Sin (2001, miksowanie, mastering)[4]
- Exodus – War Is My Shepherd (EP, 2003, produkcja muzyczna, miksowanie, inżynieria dźwięku, mastering)
- Arch Enemy – Anthems of Rebellion (2003, produkcja muzyczna, miksowanie, inżynieria dźwięku)[5]
- Exodus – Tempo of the Damned (2004, produkcja muzyczna, miksowanie, inżynieria dźwięku)
- Exodus – Shovel Headed Kill Machine (2005, miksowanie, mastering)
- Arch Enemy – Doomsday Machine (2005, miksowanie, mastering)[6]
- Nevermore – Enemies of Reality (2005, remiksowanie)[7]
- Nevermore – This Godless Endeavor (2005, produkcja muzyczna, inżynieria dźwięku, miksowanie, mastering)[8]
- Arch Enemy – Live Apocalypse (2006, miksowanie)[9]
- Exodus – The Atrocity Exhibition: Exhibit A (2007, produkcja muzyczna, miksowanie, inżynieria dźwięku)
- Arch Enemy – Tyrants of the Rising Sun: Live in Japan (2008, miksowanie, mastering)[10]
- Exodus – Let There Be Blood (2008, miksowanie, mastering)
- Arch Enemy – The Root of All Evil (2009, miksowanie, mastering)[11]
- Exodus – Exhibit B: The Human Condition (2010, produkcja muzyczna, miksowanie, inżynieria dźwięku, mastering)
- Nevermore – The Obsidian Conspiracy (2010, miksowanie, mastering)[12]
- Arch Enemy – Khaos Legions (2011, miksowanie, mastering)[13]
- Exodus – Blood In Blood Out (2014, realizacja nagrań, miksowanie, inżynieria dźwięku, mastering)